# サレッツォ
サレッツォ（伊: Sarezzo）は、イタリア共和国ロンバルディア州ブレシア県にある、人口約13,000人の基礎自治体（コムーネ）。

## 地理

### 位置・広がり

#### 隣接コムーネ
隣接するコムーネは以下の通り。
- ブリオーネ
- ガルドーネ・ヴァル・トロンピア
- ルメッツァーネ
- マルケーノ
- ポラーヴェノ
- ヴィッラ・カルチーナ

### 地震分類
イタリアの地震リスク階級 (it) では、3 に分類される
。

## 行政

### 分離集落
サレッツォには、以下の分離集落（フラツィオーネ）がある。
- Zanano, Ponte Zanano, Noboli, Valle di Sarezzo

### 山岳部共同体
広域行政組織である山岳部共同体「ヴァッレ・トロンピア山岳部共同体」 (it:Comunità montana di Valle Trompia) （事務所所在地: ガルドーネ・ヴァル・トロンピア）を構成するコムーネである。

## 姉妹都市
- Oberhaslach、フランス

## 人物

### 著名な出身者
- パウロ6世 - 20世紀のローマ教皇。